# Smicromyrme pilisensis
Smicromyrme pilisensis is een vliesvleugelig insect uit de familie van de mierwespen (Mutillidae). De wetenschappelijke naam van de soort is voor het eerst geldig gepubliceerd in 2010 door Muskovits & Lelej.